# Old Homestead Cave
Old Homestead Cave är en grotta i Australien. Den ligger i kommunen Kalgoorlie/Boulder och delstaten Western Australia, omkring 1 100 kilometer öster om delstatshuvudstaden Perth.
Trakten runt Old Homestead Cave är nära nog obefolkad, med mindre än två invånare per kvadratkilometer.. Det finns inga samhällen i närheten.
Omgivningarna runt Old Homestead Cave är i huvudsak ett öppet busklandskap. Genomsnittlig årsnederbörd är 259 millimeter. Den regnigaste månaden är januari, med i genomsnitt 47 mm nederbörd, och den torraste är augusti, med 3 mm nederbörd.